# Ferrocarril de Betanzos a El Ferrol
La ligne de Betanzos à El Ferrol est construite par l'état via la première division technique et administrative des chemins de fer. Un premier concours pour la fourniture de materiel moteur et roulant étant resté sans succès, un accord est conclu avec le Norte le 25 avril 1913.